# Naâma (provins)

Naâmas provins i Algeriet.

Naâma (arabiska ولاية النعامة) är en provins (wilaya) i nordvästra Algeriet. Provinsen har 209 470 invånare (2008). Naâma är huvudort.

## Administrativ indelning
Provinsen är indelad i 7 distrikt (daïras) och 12 kommuner (baladiyahs).